# 24KUL.si
24KUL.si е словенски уеб портал, основан през 2009 г. Той функционира към KUL.si – Институт за семейство и култура на живота (който публикува портала и финансира чрез доброволни дарения), Гражданска инициатива за правата на семейството и децата и „Коалиция за децата, напред!“. 24KUL.si е управляван от висшия представител на Словенската католическа църква – Тадей Стреховец, който е и основател на портала. Уеб порталът е сред основните организации, които се противопоставят на абортите в Словения, като в своите репортажи е критичен и към ЛГБТ общността.
Заради публикация от 2016 г. срещу Тадей Стреховец като предполагаем главен редактор на портала са образувани съдебни производства по подозрение в реч на омразата. Анонимна публикация в портала публикува списък с лица и организации, подписали инициатива за защита на конституционните права на жените, които в публикацията са описани като членове на „словенското лоби за аборти“. Тадей Стреховец отрича да е бил главен редактор и заявява, че в портала може да се извършват публикации без предварителен преглед. Той е оправдан по обвиненията през 2019 г., тъй като не е било възможно да се оцени твърдението на прокуратурата, че Тадей Стреховец е автор на статията, а също че не е било възможно да се определи кой е участвал в създаването на въпросната статия.